# Machimus sestertius
Machimus sestertius là một loài ruồi trong họ Asilidae. Machimus sestertius được Martin miêu tả năm 1975. Loài này phân bố ở vùng Tân Bắc giới.